# マイケルソン＝ゲイル＝ピアソン実験
マイケルソン＝ゲイル＝ピアソン実験(Michelson–Gale–Pearson experiment、MGP実験)はマイケルソン・モーリーの実験とサニャック干渉計を改良したもの。地球の自転によるサニャック効果を測定し、特殊相対性理論と地球の自転フレームに沿ったエーテルの理論を確かめた。

## 実験
この実験の目的は、1904年にアルバート・マイケルソンにより初めて提案され、1925年に実行されたように、地球の自転が地球の周りの光の伝播に影響を与えているかどうかを調べることであった。マイケルソン・ゲイル実験は地球の角速度を検出するのに十分なサイズの非常に大きなリング干渉計（周囲の長さが1.9km）を使用した。最初のマイケルソン・モーリーの実験のように、マイケルソン＝ゲイル＝ピアソン実験は2つの方向に移動した単一光源（炭素アーク）からの光を比較した。大きな変更点は、マイケルソン・モーリーでは2つの「アーム」だったものを2つの長方形に置き換えたところである。光は長方形に送られ、角の鏡に反射して起点に戻る。そして戻ってきた光は、マイケルソン・モーリーでは2つのアームから戻ってくる光で行ったのと同じように、スクリーン上で干渉させてその縞模様を観測した。静止しているエーテルと特殊相対性理論により予想される縞模様の移動はマイケルソンにより以下のように与えられた。
{\displaystyle \Delta ={\frac {4A\omega \sin \phi }{\lambda c}}}
ここで{\displaystyle \Delta }は縞模様の変位、{\displaystyle A}は平方キロメートルで表した面積、{\displaystyle \phi }は緯度(41° 46')、{\displaystyle c}は光速、{\displaystyle \omega }は地球の角速度、{\displaystyle \lambda }は使用した有効波長である。言い換えると、この実験は地球の自転によるサニャック効果を検出することを目的としていた。

## 結果
マイケルソン・ゲイル実験のリング干渉計は、装置が地球に固定されていたため外部基準との比較による測定値誤差の評価ができなかった。一方、本実験では外部基準となる地球の自転によるサニャック効果予測値との比較が可能である。すなわち、この設計から、ゼロシフトが存在する場合中央の干渉縞がどこにあるべきなのかを推測することができる。実際に測定されたシフトは1000分の230であり、精度は1000分の5であった。予測されていたシフトは1000分の237であり、予測と実験結果は一致した。マイケルソンとゲイルによると、この実験は静止エーテルと特殊相対論の両方に適合している。
1904年にマイケルソンによりすでに指摘されていたように、このような実験の肯定的な結果はエーテルの完全引きずり仮説と矛盾する。一方、静止エーテルの概念はこの結果と一致しているが、（ローレンツのエーテルを除いて）マイケルソン・モーリーの実験と矛盾する。よって特殊相対論は両方の実験を説明する唯一の理論である。この実験は、他のすべてのサニャックのタイプの実験と同じ理由で相対性理論と矛盾しない（サニャック効果参照）。これは完全な回転過程中に装置全体が静止しているという慣性の基準フレームがないためであり、よって2つの光線の光路がフレームすべてで異なるため、結果的に肯定的な結果が生じざるを得ない。特殊相対論で回転するフレームを定義することも可能（Born座標）だが、これらのフレームでは光速が拡張された領域において一定ではなくなり、この観点からも肯定的な結果が生じざるを得ない。今日では、地球の自転によるサニャック効果の影響は、日常的にGPSに組み込まれている。